# Tokpota Davo
Tokpota Davo  est un quartier du 5e arrondissement de la commune de Porto-Novo localisé dans le département de l'Ouémé au sud-Est du Bénin.

## Histoire et Toponymie

### Histoire
Tokpota Davo devient officiellement un quartier de l'arrondissement de Porto-Novo le 06 mars 2015 à suite de la loi no 2015-01 du 6 mars 2015 modifiant et complétant la loi no 2013-05 du 27 mai 2013 portant création, organisation, attributions et fonctionnement des unités administratives locales en République du Bénin.

## Géographie
Tokpota Davo est situé dans le 5e arrondissement à l'ouest de la commune de Porto-Novo, capitale de la république du Bénin

### Administration
Tokpota Davo est une subdivision administrative du Bénin. Il fait partie des 15 villages et quartiers de ville que compte le 5e arrondissement de Porto-Novo.